# Angustinaripterus
Angustinaripterus es un género extinto de pterosaurio basal, perteneciente al grupo Breviquartossa, y fue descubierto en la formación Dashanpu cerca de Zigong en la provincia de Sichuan en China. 
Angustinaripterus fue nombrado en 1983 por He Xinlu. La especie tipo es Angustinaripterus longicephalus. El nombre del género se deriva del latín angustus, "estrecho" y naris, "narina", combinado con el griego latinizado pteron, "ala". El nombre de la especie se deriva del latín longus, "largo", y el griego kephale, "cabeza".
El holotipo, ZDM T8001, es un único cráneo con mandíbula inferior, hallado en 1981 por investigadores del Museo Histórico de la Industria de la Sal de Zigong, en la formación Xiaximiao (Bathoniense).
El cráneo, del cual el lado izquierdo está severamente dañado, es muy alargado y plano. La parte posterior se ha perdido; en su actual estado tiene una longitud de 192 milímetros; la longitud total si estuviera completa se estima en 201 milímetros. En la parte posterior tenía una cresta baja, de os a tres milímetros de alto. Las narinas son largas, como hendiduras y posicionadas en frente de las grandes aberturas craneales, las fenestras anteorbitales, con las que no confluyen. De las mandíbulas, las cuales son muy estrechas, se ha perdido la parte frontal. Posee seis pares de dientes en el maxilar y tres pares en el premaxilar. En la mandíbula hay al menos diez pares de dientes, quizás doce. Los dientes posteriores son pequeños, mientras los frontales son más largos, robustos y curvados, apuntando moderadamente hacia adelante. En el frente ellos forman una especie de trampa entrelazada, que puede haber sido usada para atrapar peces de la superficie del agua. Los dientes de Angustinaripterus son parecidos a los de Dorygnathus.
He Xinlu situó a Angustinaripterus en la familia Rhamphorhynchidae. Debido a su morfología derivada y a la gran distancia geográfica con las formas europeas comparables él creó una  subfamilia, Angustinaripterinae, de la cual el propio Angustinaripterus es el único miembro conocido; debido a esta redundancia dicho taxón es raramente usado. He Xinlu concluyó que Angustinaripterus estaba directamente relacionado con la subfamilia Scaphognathinae. David Unwin sin embargo, lo considera un miembro de otro subgrupo de ramforrínquidos: los Rhamphorhynchinae.
Peter Wellnhofer en 1991, asumiendo que la longitud craneal fuera de 16.5 centímetross, estimó su envergadura en 1.6 metros.